# Troy (Missouri)
Troy ist eine Stadt (mit dem Status „City“) und Verwaltungssitz des Lincoln County im US-amerikanischen Bundesstaat Missouri. Im Jahr 2020 hatte Troy laut US Census 12.686 Einwohner.
Troy ist Bestandteil der Metropolregion Greater St. Louis.

## Geografie
Die Stadt liegt auf 38°58′46″ nördlicher Breite und 90°58′51″ westlicher Länge und erstreckt sich über 15,4 km². Entlang des nordöstlichen Stadtrandes fließt der Cuivre River, ein rechter Nebenfluss des Mississippi. Rund zwei Kilometer nordöstlich von Troy liegt der Cuivre River State Park, ein 25,87 km² großes Freizeit- und Erholungsgebiet.
Benachbarte Orte von Troy sind das an den südöstlichen Stadtrand angrenzende Moscow Mills, Wright City (19,8 km südsüdwestlich), Hawk Point (14,1 km westlich), Briscoe (17,3 km nördlich), Winfield (23,8 km östlich) und Fountain N’ Lakes (17 km ostsüdöstlich).
Das Stadtzentrum von St. Louis liegt 89,1 km südöstlich von Troy. Die weiteren nächstgelegenen größeren Städte sind Kansas City (339 km westlich), Iowas Hauptstadt Des Moines (458 km nordwestlich), die Quad Cities (357 km nördlich), Chicago (525 km nordöstlich), Indianas Hauptstadt Indianapolis (467 km östlich), Tennessees Hauptstadt Nashville (569 km südöstlich) sowie Tennessees größte Stadt Memphis (522 km südlich).

## Verkehr
Durch Troy führt in Nord-Süd-Richtung der U.S. Highway 61, der im Stadtzentrum die Missouri State Route 47 kreuzt. Alle weiteren Straßen sind untergeordnete, teils unbefestigte Fahrwege sowie innerstädtische Verbindungsstraßen.
Der nächstgelegene größere Flughafen ist der 68,1 km südöstlich gelegene Lambert-Saint Louis International Airport.

## Demografische Daten
Nach der Volkszählung im Jahr 2010 lebten in Troy 10.540 Menschen in 3843 Haushalten. Die Bevölkerungsdichte betrug 684,4 Einwohner pro Quadratkilometer. In den 3843 Haushalten lebten statistisch je 2,67 Personen.
Ethnisch betrachtet setzte sich die Bevölkerung zusammen aus 92,5 Prozent Weißen, 3,1 Prozent Afroamerikanern, 0,4 Prozent amerikanischen Ureinwohnern, 0,7 Prozent Asiaten sowie 0,8 Prozent aus anderen ethnischen Gruppen; 2,4 Prozent stammten von zwei oder mehr Ethnien ab. Unabhängig von der ethnischen Zugehörigkeit waren 3,0 Prozent der Bevölkerung spanischer oder lateinamerikanischer Abstammung.
30,5 Prozent der Bevölkerung waren unter 18 Jahre alt, 57,7 Prozent waren zwischen 18 und 64 und 11,8 Prozent waren 65 Jahre oder älter. 52,6 Prozent der Bevölkerung war weiblich.

Das mittlere jährliche Einkommen eines Haushalts lag bei 49.156 USD. Das Pro-Kopf-Einkommen betrug 20.752 USD. 13 Prozent der Einwohner lebten unterhalb der Armutsgrenze.

## Söhne und Töchter der Stadt
- Patrick Elzie (* 1960), Basketballtrainer
- Richard Henry Norton (1849–1918), Politiker